# Pseudopostega apotoma
Pseudopostega apotoma là một loài bướm đêm thuộc họ Opostegidae. Nó là loài duy nhất được tìm thấy ở Minas Gerais và Para ở tây nam và đông bắc Brasil.
Chiều dài cánh trước là 3.4-3.7 mm. Adults are mostly white. Con trưởng thành bay vào tháng 1 và tháng 11.